# Walkerston
Walkerston är en ort i Australien. Den ligger i regionen Mackay och delstaten Queensland, omkring 810 kilometer nordväst om delstatshuvudstaden Brisbane.
Närmaste större samhälle är Mackay, omkring 13 kilometer öster om Walkerston.
Trakten runt Walkerston består till största delen av jordbruksmark. Runt Walkerston är det mycket glesbefolkat, med 4 invånare per kvadratkilometer. Genomsnittlig årsnederbörd är 1 672 millimeter. Den regnigaste månaden är mars, med i genomsnitt 448 mm nederbörd, och den torraste är september, med 21 mm nederbörd.